# Teucholabis (Teucholabis) subjocosa
Teucholabis (Teucholabis) subjocosa is een tweevleugelige uit de familie steltmuggen (Limoniidae). De soort komt voor in het Neotropisch gebied.